# Jalgaon
Jalgaon (Marathi: जळगाव, Jaḷgāv) ist eine Stadt im indischen Bundesstaat Maharashtra mit rund 500.000 Einwohnern (Volkszählung 2001). Sie ist Verwaltungssitz des Distrikts Jalgaon.

## Lage und Klima
Jalgaon liegt im Norden des Dekkan-Plateaus etwa 2 km östlich des Flusses Girna und etwa 400 km (Fahrtstrecke) nordöstlich von Mumbai bzw. ca. 250 km nordöstlich von Nashik. Die weltberühmten buddhistischen Höhlentempel von Ajanta befinden sich etwa 55 km südlich. Das Klima ist trocken und warm; Regen (ca. 800 mm/Jahr) fällt überwiegend in der sommerlichen Monsunzeit.

## Bevölkerung
| Jahr      | 1991    | 2001    | 2011    |
| Einwohner | 242.193 | 368.618 | 460.228 |

Ca. 76,5 % der Einwohner sind Hindus, gut 18 % sind Moslems und ca. 3,5 % sind Buddhisten; der Rest verteilt sich auf andere Religionen (Sikhs, Jains, Christen). Der Anteil der männlichen Bevölkerung liegt ca. 10 % über dem weiblichen, was – neben der in Indien häufiger praktizierten Abtreibung weiblicher Föten – auch an der Zuwanderung von männlichen Arbeitskräften liegt.

## Wirtschaft
Fruchtbare vulkanische Böden bieten die Grundlage für eine intensive Landwirtschaft. Über 90 % des Distrikts werden landwirtschaftlich genutzt. Im Distrikt Jalgaon werden 16 % der Gesamtproduktion Indiens an Bananen produziert („Bananenhauptstadt“ Indiens). Die hier kultivierte Basrai-Banane kann das ganze Jahr über geerntet werden. Zucker, Pflanzenöl und Seide sind weitere wichtige Produkte der Region. Einkaufszentren, Universitätsgebäude der North Maharashtra University und Krankenhäuser ergänzen die gute Infrastruktur der Stadt.

## Verkehr
Die Stadt liegt an wichtigen Eisenbahnlinien nach Mumbai, Nagpur und Delhi sowie am National Highway 6 von Surat nach Kolkata. Im Jahr 2012 wurde ein Flughafen nahe der Stadt eröffnet.

## Geschichte
Das bis ins 19. Jahrhundert unbedeutende Jalgaon wandelte sich durch den Zuzug von Händlern und Webern mit über 400 Hand-Webstühlen zu einem Zentrum der wachsenden Baumwollindustrie.

## Sehenswürdigkeiten
Jalgaon ist eine weitgehend moderne Stadt ohne kulturell oder historisch bedeutende Bauten. Von touristischer Bedeutung sind die etwa 55 km südlich gelegenen Ajanta-Höhlen.

## Söhne und Töchter
- Pratibha Patil (* 1934), Präsidentin der Republik Indien (2007–2012), besuchte in Jalgaon die Schule